# Prospalta definita
Prospalta definita là một loài bướm đêm trong họ Noctuidae.